# Zingiberaceae
Zingiberaceae é uma família de plantas angiospermas monocotiledôneas que inclui o gengibre, o açafrão-da-terra (ou cúrcuma) e o cardamomo. Possuem distribuição pantropical, com maior diversidade no sul e sudeste da Ásia. Muitas de suas espécies possuem valor econômico, fornecendo alimentos, perfumes, condimentos, corantes, fibras e papel, além de bastante presentes na medicina popular. No Brasil há registro de 19 espécies nativas (todas do gênero Renealmia), das quais 6 são endêmicas.

## Etimologia
O nome Zingiberaceae foi proposto em 1820 por Ivan Ivanovič Martinov e tem a sua origem no gênero Zingiber, este proposto por Philip Miller em 1754. O tipo nomenclatural é a espécie Zingiber officinale, proposta por William Roscoe em 1807, substituindo o nome anterior, Amomum zingiber, dado por Carl Linnaeus em 1753. A palavra “zingiber” é provavelmente uma latinização do vernáculo hindu "zengibel" ou "zingibel".

## Morfologia
As zingiberáceas são ervas perenes de tamanho variável, glabras ou com tricomas muito curtos (podendo ser simples, estrelados ou ramificados) e frequentemente aromáticas.
Rizoma simpodialmente ramificado; pseudocaule reto, não ramificado e com bainhas abertas.
Folhas alternas, dísticas, simples, inteiras, geralmente pecioladas, com limbo bem desenvolvido, venação pinada, base invaginante, sem estípulas e com uma lígula; pecíolos com canais de ar separados em segmentos por meio de diafragmas compostos por células estreladas.
Inflorescências indeterminadas (do tipo tirso ou racemo), mas compostas por unidades determinadas nas axilas de brácteas, estas geralmente bastante evidentes e protegendo uma flor ou cincino, herbáceas a membranáceas; bractéola tubulosa.
Flores bilateralmente simétricas, hermafroditas, em geral durando apenas 1 dia; perianto formado por um cálice trímero, com elementos fusionados, imbricados, e por uma corola trímera, com elementos fundidos, imbricados, frequentemente com um lóbulo maior do que os outros; 1 estame fértil com uma antera biteca e deiscência introrsa, e 4 estames inférteis (estaminódios) fundidos, formando o labelo estaminodial petalóide bilobado ou trilobado, com estaminódios laterais (pares), grandes ou muito pequenos; grãos de pólen monossulcados ou sem abertura, exina muito reduzida. Ovário ínfero trilocular, geralmente com placentação axial e óvulos numerosos; estilete filiforme contido em um sulco entre as tecas da antera; 1 estigma em formato de funil (infundibuliforme); 2 nectários posicionados no ápice do ovário (epíginos),.
Frutos do tipo cápsula (seca ou carnosa) ou baga, com cálice persistente e deiscência longitudinal loculicida; sementes numerosas, irregularmente elipsóides, geralmente com arilo, endosperma e perisperma.

## Distribuição e hábitat
São nativas de regiões tropicais, ocorrendo no sul e sudeste da Ásia (onde se concentra a maior diversidade), na África tropical e nas Américas do Sul e Central, principalmente nas florestas primárias, em habitats sombreados ou semi-sombreados, ricos em húmus.
No Brasil ocorrem 19 espécies nativas, a grande maioria na Amazônia e na Mata Atlântica (endêmicas destacadas em negrito).
São elas:
● Renealmia acreana Maas
● Renealmia alpinia (Rottb.) Maas
● Renealmia aromatica Griseb.
● Renealmia brasiliensis K.Schum.

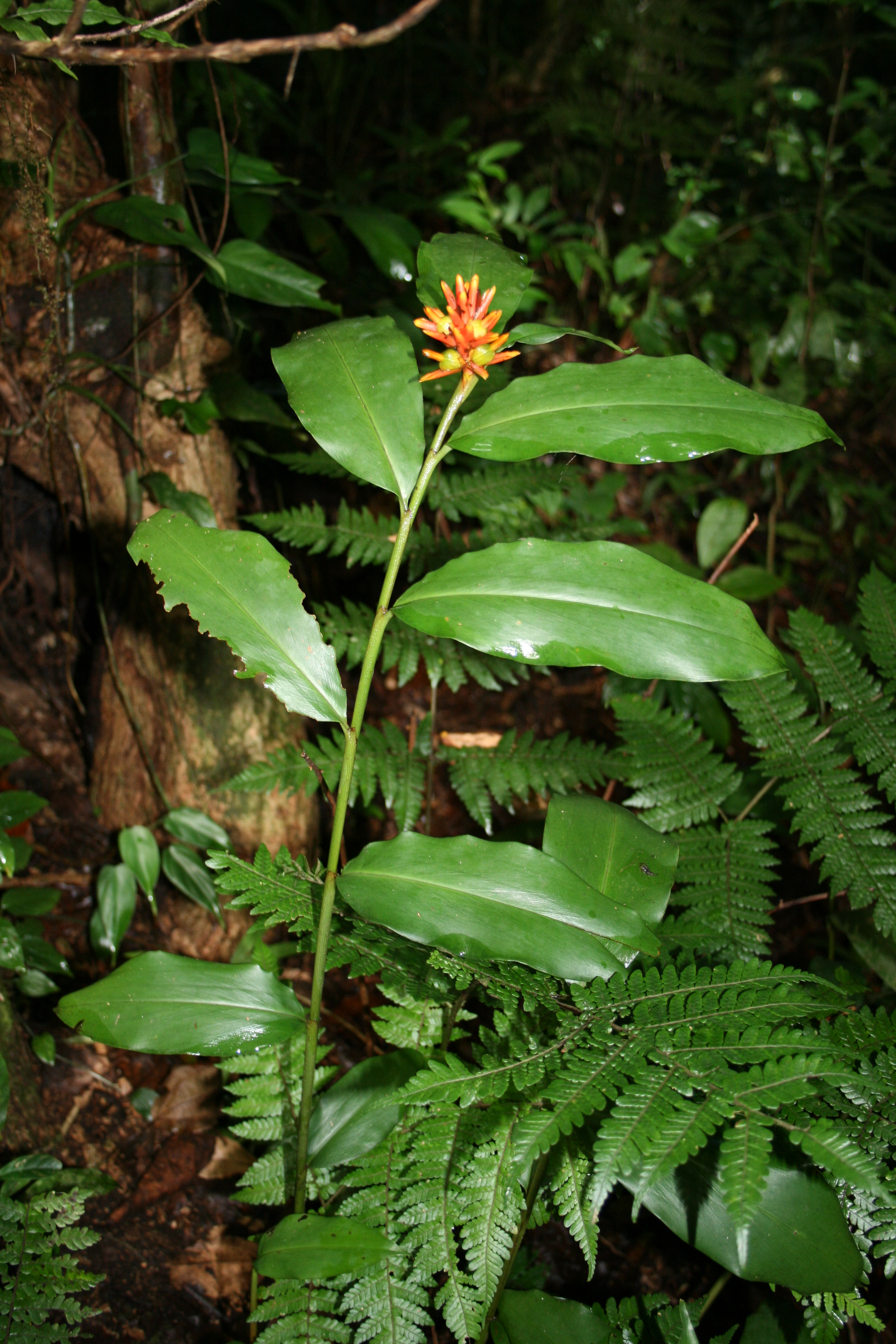
Exemplar de Renealmia cernua

● Renealmia breviscapa Poepp. & Endl.
● Renealmia cernua J.F.Macbr.
● Renealmia chrysotricha Petersen
● Renealmia dermatopetala K.Schum.
● Renealmia floribunda K.Schum.
● Renealmia guianensis Maas
● Renealmia krukovii Maas.
● Renealmia matogrossensis Maas
● Renealmia microcalyx Maas
● Renealmia monosperma Miq.
● Renealmia nicolaioides Loes.
● Renealmia petasites Gagnep.
● Renealmia pycnostachys K.Schum.
● Renealmia reticulata Gagnep.
● Renealmia thyrsoidea Poepp. & Endl.
● Renealmia urbaniana Loes.

## Polinização e dispersão
Os visitantes florais e polinizadores relatados para espécies dessa família são abelhas do gênero Amegilla, beija-flores e “caçadores de aranhas” (Nectariniidae).
A maioria das espécies apresentam polinização cruzada, também podendo ocorrer autopolinização e reprodução vegetativa[carece de fontes?]. Aves são os principais agentes dispersores[carece de fontes?]. Suas cápsulas carnosas são geralmente coloridas, contrastando com suas sementes ariladas[carece de fontes?]. Zingiberaceae é considerada a maior família de monocotiledôneas polinizadas por vertebrados.

## Filogenia e evolução
Zingiberaceae é a maior das 8 famílias na ordem Zingiberales, com cerca de 50 gêneros e 1.600 espécies. Análises filogenéticas baseadas em dados moleculares sugerem ainda uma divisão em 4 subfamílias: Siphonochiloideae, Tamijioideae, Alpinioideae e Zingiberoideae. Entretanto, devido à falta de diferenças morfológicas e de um genoma de referência confiável, as relações filogenéticas nessa família são bastante complexas e ainda representam um grande desafio.
A ordem Zingiberales é dividida informalmente em dois grupos: um parafilético, das “bananas” (Musaceae, Strelitziaceae, Lowiaceae e Heliconiaceae); e um monofilético, dos “gengibres” (Cannaceae, Marantaceae, Zingiberaceae e Costaceae),. Todas as oito famílias são monofiléticas,. Costaceae é o grupo-irmão de Zingiberaceae, com o qual compartilha características como o labelo estaminodial e o estame funcional único. A presença de um perianto bem diferenciado e a formação do labelo estaminodial favoreceram o surgimento de uma grande variedade de morfologias florais, permitindo o desenvolvimento dos diversos modos de polinização observados nessas famílias, o que pode ter contribuído para o sucesso do clado. É provável que tal interação planta-polinizador esteja relacionada a uma coevolução, já que observa-se uma correlação significativa entre morfologias florais e guildas de polinizadores.
Fósseis de Zingiberaceae são datados entre 70 e 80 milhões de anos, e estima-se que a divergência entre Alpinioideae e Zingiberoideae ocorreu há 26 milhões de anos. Gêneros fósseis incluem: Spirematospermum, Striatornata e Tricostatocarpon.
Renealmia é o único gênero que ocorre na América do Sul, e supostamente migrou da África para a América nos últimos 16 milhões de anos. Aframomum é o seu táxon irmão, cuja diversificação pode ter começado entre 34,3 e 25,2 milhões de anos atrás, embora existam outras estimativas mais recentes.

## Usos
Muitas espécies dessa família têm óleos aromáticos que são usados na perfumaria, na culinária, para fins medicinais, e várias outras exibem flores com formas e colorações diversas, utilizadas no paisagismo.

### Alimentar
Muitas espécies de cúrcuma apresentam rizomas que podem ser fontes alimentícias, sobretudo de amido e corantes. O rizoma do gengibre (Zingiber officinale Roscoe) detém várias propriedades aromáticas interessantes para a fabricação de bebidas, molhos, sopas, pães, bolos, biscoitos e geleias.
As sementes do cardamomo (Elettaria cardamomum (L), Maton) são uma das especiarias mais antigas do mundo, extensamente cultivada na Índia há milhares de anos. O gengibre do Laos (Alpinia galangal Willd.) é utilizado como tempero na culinária do sudeste asiático, especialmente na Tailândia, onde também as flores de algumas espécies de Alpinia, Amomum, Curcuma, Etlingera, Hedychium e Zingiber são consumidas frescas ou cozidas na preparação de muitos pratos.

### Medicinal e cosmético
Alpinia galanga (L.) Willd., Curcuma longa L., Curcuma zanthorrhiza Roxb. e Zingiber officinale Roscoe têm sido usados há séculos na medicina tradicional, e as zingiberáceas têm recebido atenção na ciência por seus agentes anti-inflamatórios, e testes clínicos pilotos em humanos indicaram benefícios para o tratamento de doenças crônicas como osteoartrite, artrite reumatóide e desordens depressivas.
As flores, folhas e rizomas da espécie Alpinia zerumbet (Pers.) Burtt & Smith, conhecida pelos nomes vulgares de colônia, gengibre-concha ou cana-do-brejo, apresenta propriedades depurativas, diuréticas, anti-histéricas, estomáquicas e vermífugas. Essa planta é ainda utilizada por lavradores da região de Ribeirão Preto (SP) para o tratamento de reumatismo e males cardíacos e tem sido largamente estudada em relação às suas propriedades farmacológicas. Alguns estudos realizados com o chá das folhas da colônia confirmaram o seu efeito hipotensor; outros revelaram resultados significativos quanto ao efeito diurético; e ainda outros mostraram ação anti-inflamatória dessa planta, sendo capaz de inibir processos edematosos.
As espécies Curcuma phaeocaulis Valeton e Z. officinale exibiram inibição específica do crescimento de Escherichia coli in vitro, ao passo de que Alpinia officinarum Hance e Alpinia oxyphylla Miq. apresentaram espectro maior de atividade antimicrobiana. Os principais componentes anti-inflamatórios de Z. officinale são o gingerol e a zingerona, e em C. longa, a curcumina.
O cardamomo foi usado extensivamente no antigo Egito como perfume.

### Ornamental
No aspecto ornamental destacam-se os gêneros Alpinia, Nicolaia, Hedychium e Kaempferia pela beleza da folhagem e da inflorescência.
A alpínia (Alpinia purpurata K.Schum.) é uma espécie que produz flores o ano todo, destacando-se por sua coloração marcante e forte impacto visual, sendo usadas frequentemente em buquês, arranjos de flores, e no paisagismo em geral. Seu aspecto exuberante deu origem à denominação popular “rosa das flores tropicais”.
A Alpinia zerumbet (Pers.) B.L.Burtt & R.M.Sm., popularmente conhecida como colônia, tem sido também estudada em relação às atividades antifúngicas e antibacterianas, além da produção de inseticidas a partir dos óleos essenciais da flor. O uso de óleos essenciais remete a antigos períodos da história humana e, ainda hoje, o material bruto é fornecido para indústrias de inseticidas, condimentos, antissépticos, produtos farmacêuticos e perfumes. A ação antimicrobiana dos óleos essenciais é variável para cada tipo de óleo e tipo de bactéria e confirmou-se a atividade antimicrobiana dos óleos essenciais, além de comprovar-se a atividade antifúngica dos óleos essenciais dos rizomas de Alpinia galanga e Alpinia carinata, respectivamente.
Ainda, o lírio-do-brejo (Hedychium coronarium J.Koenig) é uma planta nativa da Ásia tropical e é amplamente utilizada para fins ornamentais, sendo que seus rápidos ritmos de crescimento e dispersão a tornam importante como erva de substituição de vegetação nativa. Kaempferia também possui flores de coloração geralmente branca e lilás, sendo usada para ornamentação.
Outros tipos muito comuns em jardins são as espécies pertencentes às famílias Heliconiaceae, mais especificamente as conhecidas como helicônias, e Lowiaceae, mais especificamente espécimes do gênero único Orchidantha sp, cujo nome significa "flor-orquídea", devido à capacidade de modificação de suas pétalas em formas semelhantes a orquídeas.

## Ameaças e conservação
A principal ameaça às espécies de Zingiberaceae é a extração em pequena escala, para subsistência, e em larga escala. Segundo a classificação da Lista Vermelha da IUCN, há 54 espécies criticamente ameaçadas, 145 ameaçadas, 126 vulneráveis, 51 quase ameaçadas, 268 em status “menos preocupante” e 105 com dados insuficientes, apontando a necessidade de mais estudos para elucidar o real risco da família. Apenas 1 está extinta (Etlingera heyniana (Valeton) R.M.Sm.) e 1 extinta da natureza (Amomum sumatranum (Valeton) Škorničk. & Hlavatá).
No Brasil, a espécie Hedychium coronarium J. König, conhecida popularmente como lírio-borboleta, gengibre-brano ou lírio-do-brejo, foi introduzida para fins ornamentais e se tornou invasora de várzeas, margens de lagos, rios e canais, estabelecendo densas populações. Atualmente, a invasão biológica é a segunda maior causa da perda de biodiversidade no mundo, e as macrófitas aquáticas estão entre as invasoras de maior relevância no planeta, por se dispersarem rapidamente (utilizando também o fluxo de água, por exemplo), apresentarem rápido metabolismo e serem capazes de crescer e se reproduzir em condições ambientais sub-ótimas (como sob competição intensa).

## Gêneros atuais
As subfamílias, tribos e os gêneros atualmente aceitos são:
- Subfamília Siphonochiloideae
  - Tribo Siphonochileae: Aulotandra e Siphonochilus
- Subfamília Tamijioideae
  - Tribo Tamijieae: Tamijia
- Subfamília Alpinioideae
  - Tribo Alpinieae: Aframomum, Alpinia, Amomum, Cyphostigma, Elettaria, Elettariopsis, Etlingera, Geocharis, Geostachys, Hornstedtia, Leptosolena, Plagiostachys, Renealmia e Vanoverberghia.
  - Tribo Riedelieae: Burbidgea, Pleuranthodium, Riedelia e Siamanthus.
  - Incertae sedis: Siliquamomum.
- Subfamília Zingiberoideae
  - Tribo Zingibereae: Boesenbergia, Camptandra, Cautleya, Cornukaempferia, Curcuma, Distichochlamys, Haniffia, Haplochorema, Hedychium, Kaempferia, Larsenianthus, Nanochilus, Newmania, Myxochlamys, Parakaempferia, Pommereschea, Rhynchanthus, Roscoea, Scaphochlamys, Stadiochilus e Zingiber.
  - Tribo Globbeae: Gagnepainia, Globba e Hemiorchis.
  - Incertae sedis: Monolophus

Além desses gêneros, têm-se também: Caulokaempferia K.Larsen; Curcumorpha A.S.Rao & D.M.Verma; Hitchenia Wall.; Paracautleya R.M.Sm.; Paramomum S.Q.Tong; Pyrgophyllum (Gagnep.); e Stahlianthus Kuntze.

## Exemplos de algumas espécies

#### Curcuma longaL.[26]
Também chamada de Açafrão-da-terra, Cúrcuma,Turmérico, Raíz-de-sol, Açafrão-da-Índia, Açafroa e Gengibre-amarelo. É originária da Índia até ao sudeste da Ásia, possuindo como tipo fisionômico geófito, e ocorrendo em bosques paleotropicais húmidos e sob a forma cultivada, tendo como período de floração de julho a agosto.

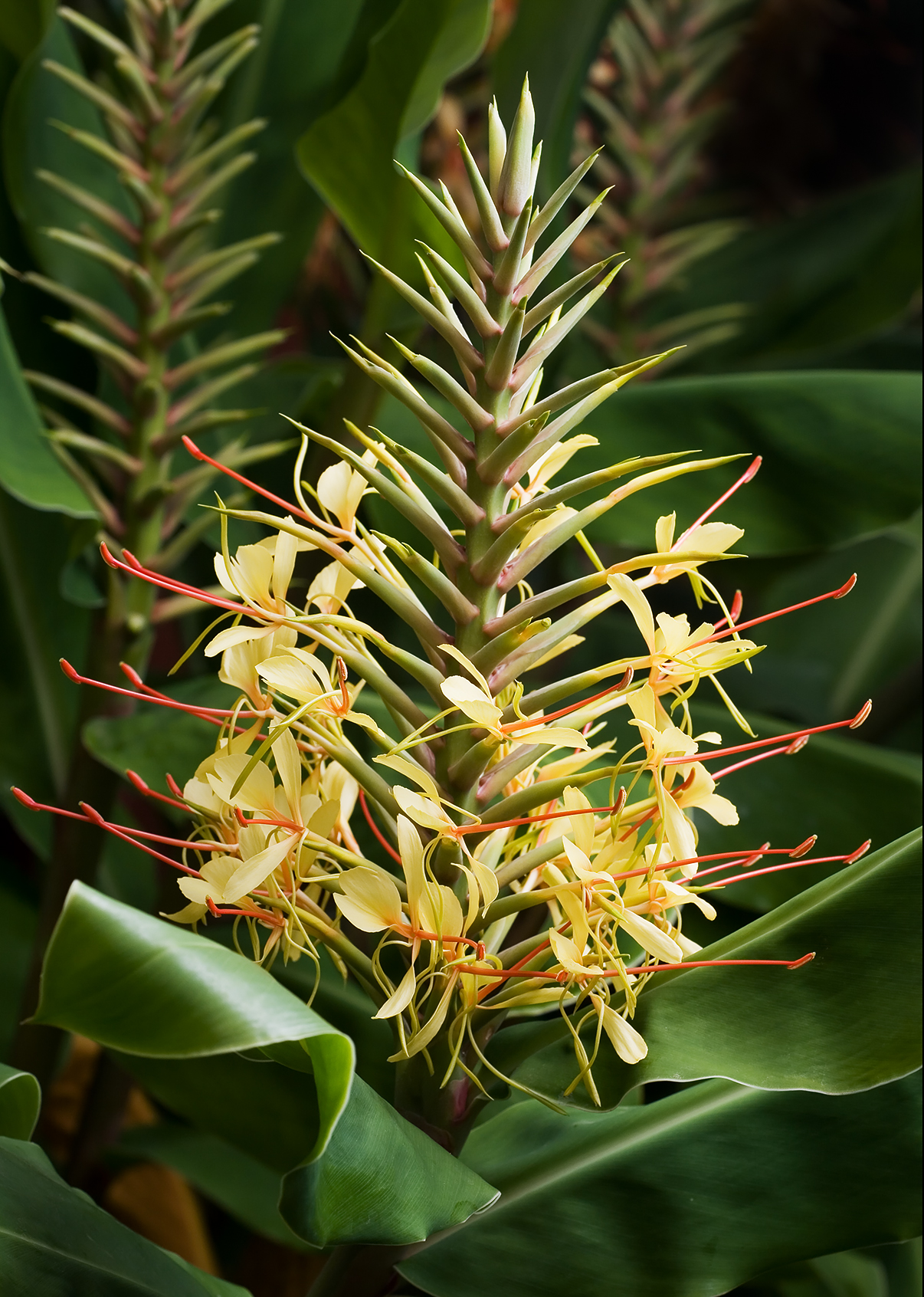
Flor de Hedychium gardnerianum

Suas sinonímias são:
Amomum curcuma Jacq.
Curcuma brog Valeton
Curcuma domestica Valeton
Curcuma euchroma Valeton
Curcuma ochrorhiza Valeton
Curcuma soloensis Valeton
Curcuma tinctoria Guibourt
Kua domestica Medik. [Illegitimate]
Stissera curcuma Giseke
Stissera curcuma Raeusch.

#### Hedychium gardnerianum Roscoe[26]
Também conhecida como Conteira, Jarroca, Roca, Cana-roca, Gengibre-selvagem, Roca-da-velha.
É nativa dos Himalaias Indianos, Nepal e o Butão; cultivada como ornamental e naturalizada em regiões tropicais e temperadas dos dois hemisférios. Seu tipo fisionômico é geófito, e ocorre em bosques paleotropicais húmidos, ou sob a forma ruderal e ornamental. Sua época de floração vai de agosto à outubro. Essa espécie não possui sinonímias.

#### Zingiber officinaleRoscoe[26]
Também conhecida como Gengibre, Gingibre, Gengivre, Magaratáia, Mangaratá e Mangaratiá.
É originária do sudeste da Ásia e atualmente cultivada nos dois hemisférios. Seu tipo fisionômico é geófito, e ocorre em bosques paleotropicais e sob a forma cultivada.
Sinonímias para essa espécie são:
Amomum angustifolium Salisb. [Illegitimate]
Amomum zingiber L.
Amomum zinziba Hill [Spelling variant]
Curcuma longifolia Wall

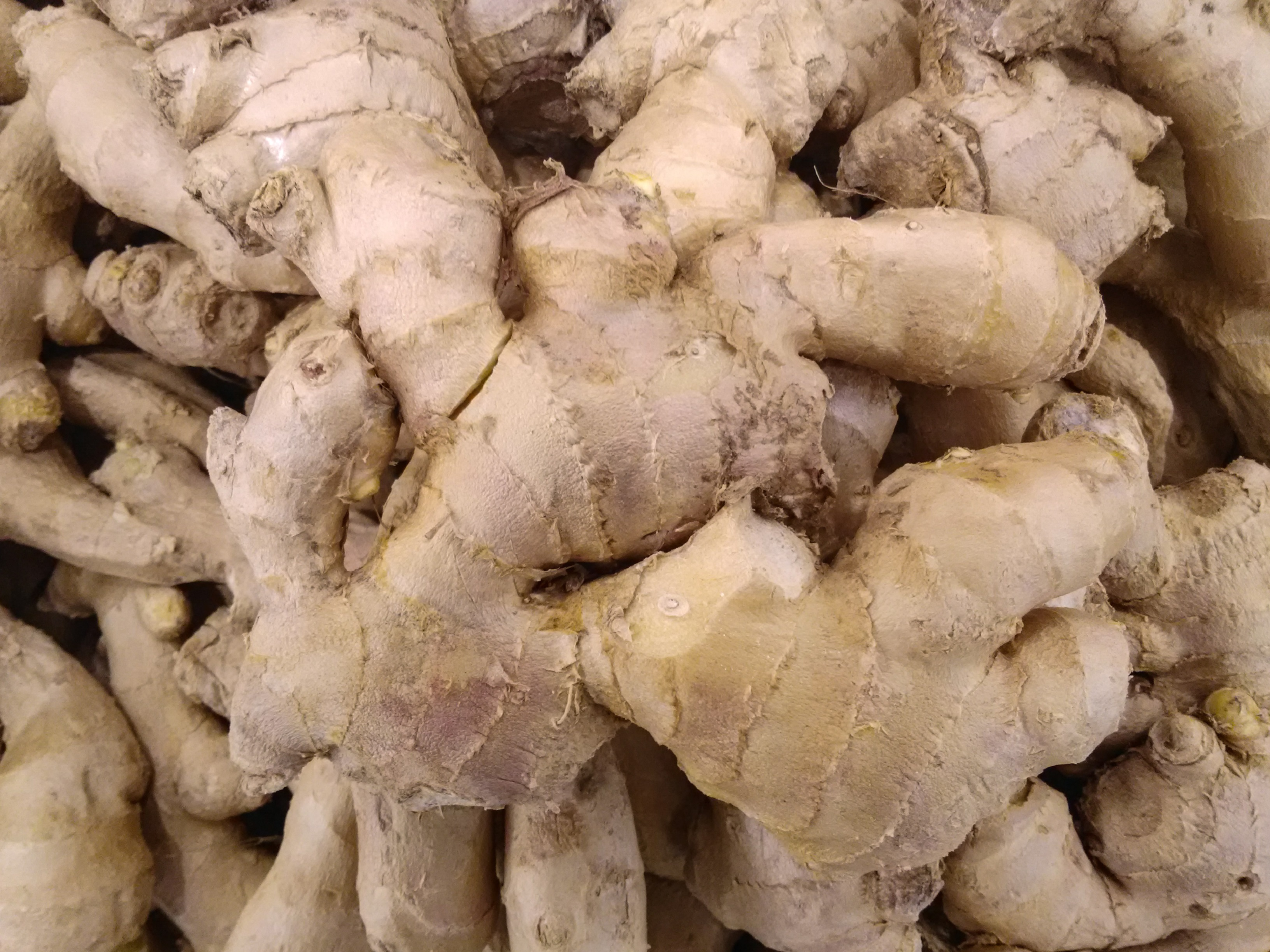
Rizoma de Zingiber officinale

Zingiber aromaticum Noronha [Invalid]
Zingiber cholmondeleyi (F.M.Bailey) K.Schum.
Zingiber majus Rumph.
Zingiber missionis Wall.
Zingiber sichuanense Z.Y.Zhu, S.L.Zhang & S.X.Chen
Zingiber zingiber (L.) H.Karst. [Invalid]

#### Hedychium coronarium J. König[27]
Também conhecida como lírio-do-brejo, gengibre-branco ou lírio-borboleta, tendo diversos usos desde ornamental, pela beleza das flores; produção de papel, já que a haste contém de 43 a 48% de celulose; alimentação; limpeza de esgotos e medicinal. Na medicina popular brasileira, o extrato de Hedychium coronarium é utilizado no tratamento de dores, infecções em geral, ferimentos, inflamações na garganta e reumatismo. Na Índia, o rizoma seco ou moído, mexido com leite de vaca, é potente no tratamento da diabetes; isso devido ao comprovado óleo hipoglicêmico encontrado na espécie de mesmo gênero, Hedychium spicatum, mas ainda não há estudos que mostrem o efeito de H. coronarium sobre diabéticos. De acordo com a medicina tradicional chinesa, os rizomas servem contra dores de cabeça, dores intensas, contusões e reumatismo.

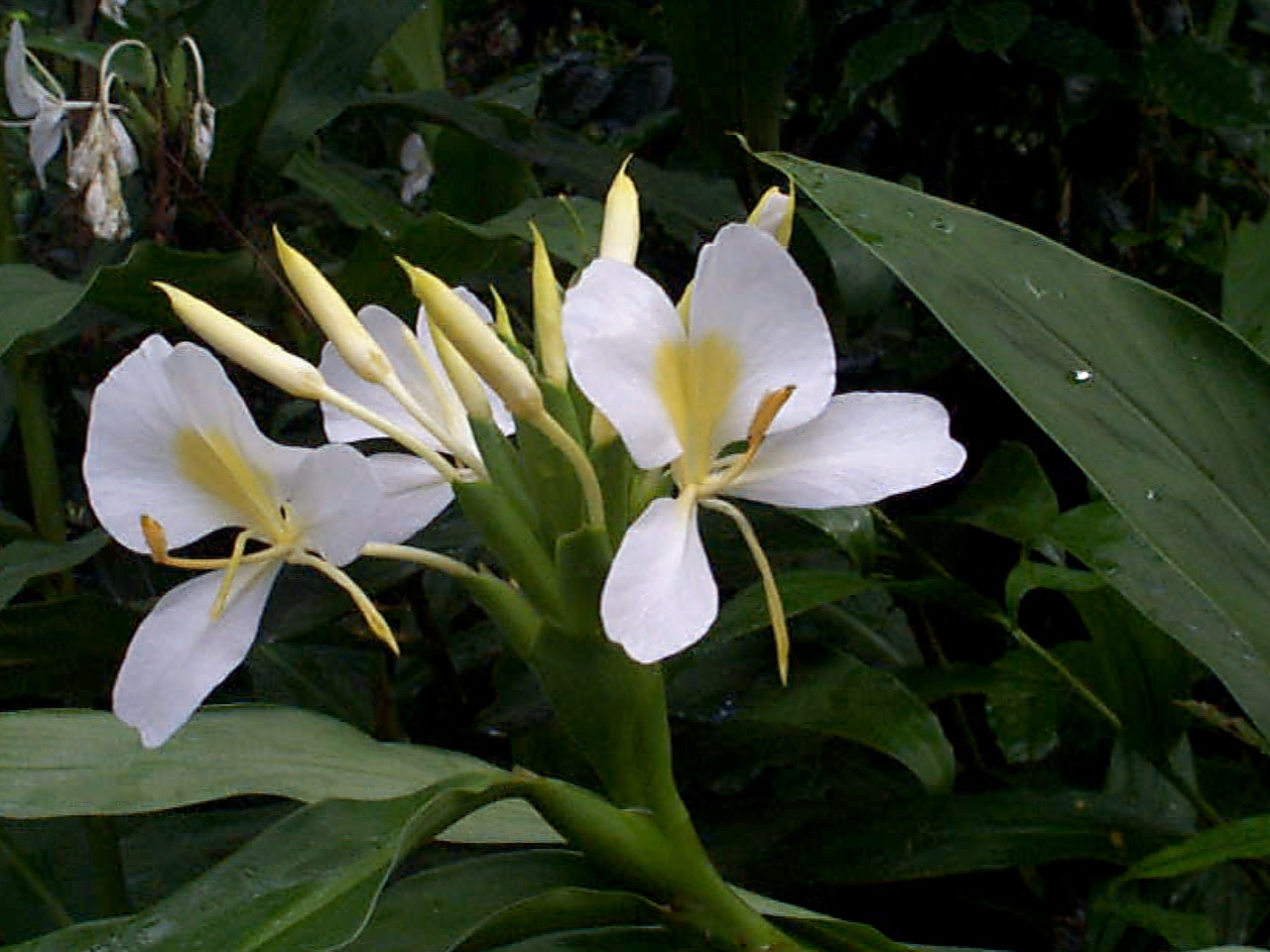
Flor de Hedychium coronarium

O amido presente no rizoma da planta é utilizado por sua vez na alimentação de animais de criação, e também é fonte da fécula que pode ser extraída e utilizada para a confecção de doces e biscoitos.
Experimentos comprovaram eficiência do extrato do rizoma, tanto seco quanto fresco, em atividade antimicrobiana contra Bacillus subtilis, Pseudomonas aeruginosa, Candida albicans e Trichoderma sp., sendo as duas últimas causadoras de dermatites; o óleo volátil tem ação anti-helmíntica. Extrato do caule obtido por decocção e infusão mostrou-se ativo para Bacillus subtilis e Pseudomonas aeruginosa. As folhas apresentaram potente efeito diurético e anti-hipertensivo. H. coronarium possui a propriedade de inibir o aumento da permeabilidade vascular e produção de óxido nítrico em ratos. Já as flores, sob forma de infusão, também possuem efeito diurético e redutor da pressão arterial.
Outra importante utilização da planta, mas que necessita maior estudo é o potencial em tratamento de efluentes, pois esta mostrou 99,58% de redução de coliformes totais da água contaminada com microorganismos. Acredita-se que a presença de substâncias antibacterianas no rizoma tenha eficiência sobre os patógenos.
Além de exsudar substâncias antimicrobianas, foi comprovado que do rizoma do lírio-do-brejo contém um componente cercaricida que é liberado sobre Schistosoma mansoni prejudicando a continuação do ciclo de vida do parasita.